# Msta
Msta (ryska: Мста) är en flod i Novgorod oblast och Tver oblast i nordvästra Ryssland. Floden rinner från sjön Mstino västerut till Ilmen. Floden är 445 km farbar för båtar längs större delen av dess längd. Sieverskanalen förbinder Msta  med floden Volchov, och medför att sjöfarten slipper passera Ilmen och sandbankarna i Mstas nedre flöde. 
Mstafloden är även noterbar för dess 30 km långa sträcka av forsar mellan Opechenskij Posad (ryska: Опеченский Посад) och Borovitji (Боровичи́).

## Etymologi
Namnet Msta dyker upp först på kartor från 1500-talet. Det anses att namnet troligen har sitt ursprung ur det finska ordet "Musta", som betyder svart.

## Galleri

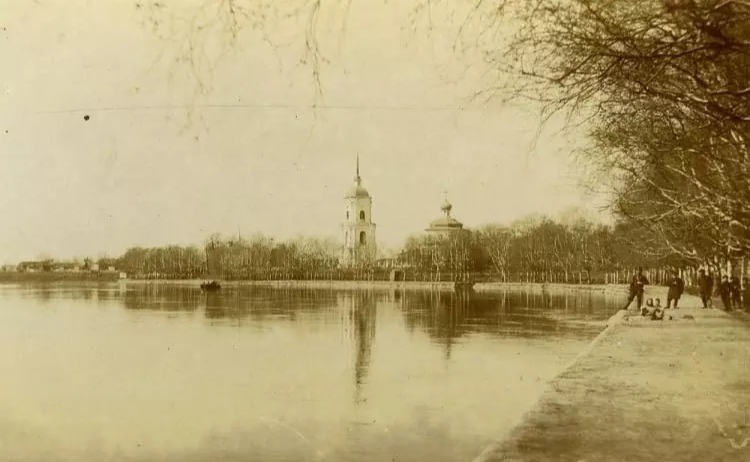
Vy över stenvallarna och Himmelsfärdskyrkan, i Opechenskij.
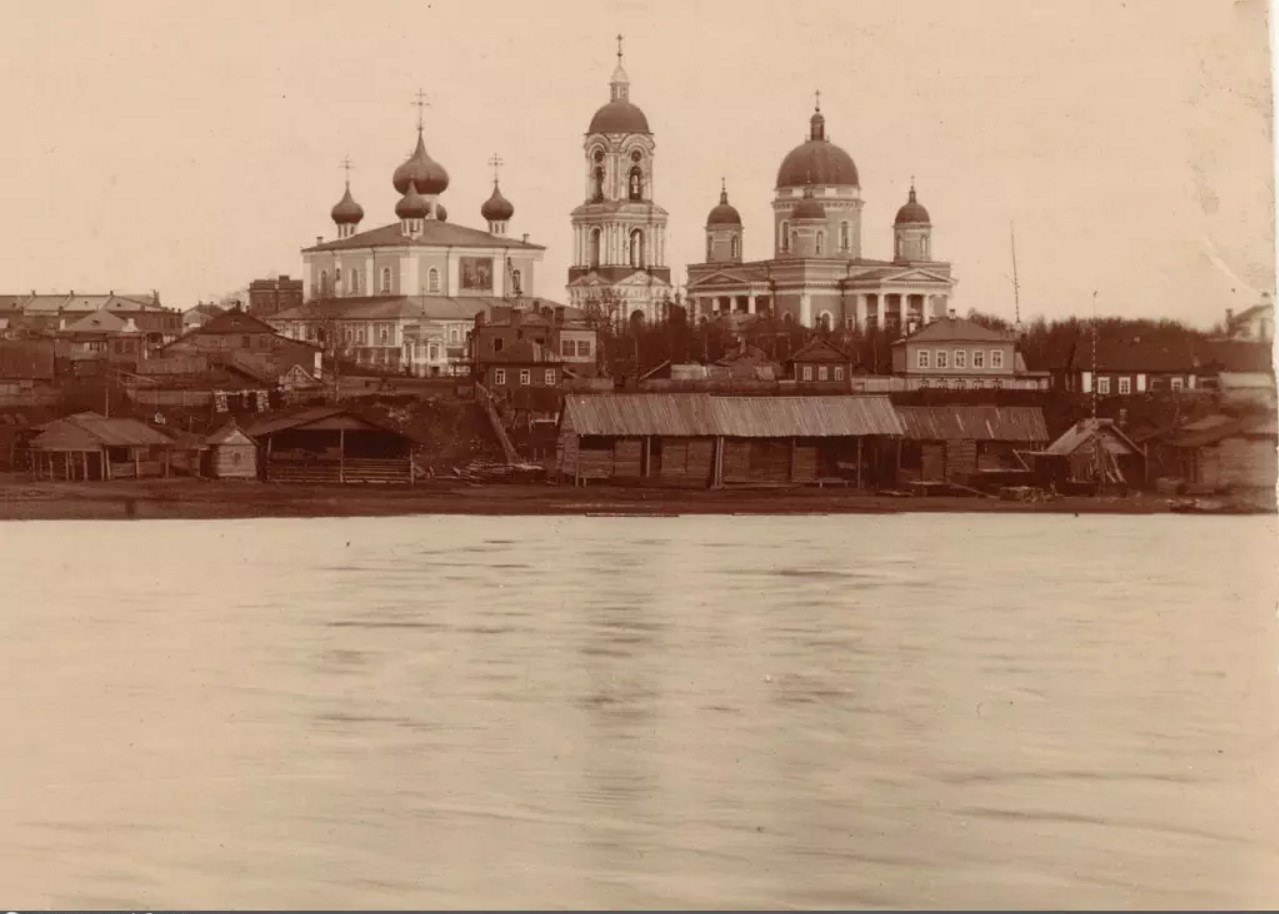
Vy  från Mstafloden över till Vedenskij katedral och Treenighetskyrkans klocktorn, i Borovitji.